# Las Flores (Rivera)
Las Flores ist eine Ortschaft in Uruguay.

## Geographie
Sie befindet sich im Sektor 6 des Departamento Rivera. Dort liegt sie im Süden des Departamentos nahe der Grenze zum Nachbardepartamento Tacuarembó. In einigen Kilometern Entfernung nordöstlicher Richtung liegen die Orte Moirones und Amarillo. Der Ort wird von den jeweils in geringer Entfernung fließenden Arroyo Yaguarí östlich und Arroyo Carpintería westlich eingefasst, die beide wenige Kilometer südlich von Las Flores aufeinandertreffen.

## Einwohner
Las Flores hatte bei der Volkszählung im Jahr 2011 359 Einwohner, davon 179 männliche und 180 weibliche.
| Jahr | Einwohner |
| ---- | --------- |
| 1996 | -         |
| 2004 | 123       |
| 2011 | 359       |

Quelle: Instituto Nacional de Estadística de Uruguay